# Rudolf Kanka
Rudolf Kanka (* 4. August 1899 in Böhmisch-Leipa; † 18. Juni 1988 in Meißen) war ein deutscher Maler und Grafiker.

## Leben und Werk
Kanka absolvierte eine Ausbildung als Porzellanmaler. Das Adressbuch von Meißen weist ihn 1926 als Porzellanmaler mit der Adresse Hahnemannsplatz 12 aus. Er studierte dann an der Akademie für Bildende Künste Dresden und arbeitete in Meißen als freischaffender Maler und Grafiker. In der Zeit des Nationalsozialismus war Kanka obligatorisch Mitglied der Reichskammer der bildenden Künste. Es ist aber lediglich 1934 seine Teilnahme an der Sächsischen Aquarellausstellung in Dresden bekannt. Ein großer Teil seiner Arbeiten wurde 1945 durch Kriegseinwirkung zerstört.
Nach dem Ende des Zweiten Weltkrieges arbeitete Kanka weiter als freier Künstler in Meißen. Er gehörte zu einem Meißner Künstlerkollektiv mit Marianne Herberg, Heinz Löffler, Rudolf Schmidt (1902–1992) und Alfred Schütze. Kankas Werk umfasst vor allem Bildnisse, Figürliches, Landschaften und Industriebilder. Aquarelle Kankas wurden in der DDR in dem begehrten Kalender „Sächsische Gebirgsheimat“ veröffentlicht.
Kanka beteiligte sich u. a. 1949, 1950 und 1951 an der Jahresausstellung der Künstler des Kreises Meißen und 1964 an der Bezirkskunstausstellung Dresden. 1979 hatte er eine Einzelausstellung im Stadt- und Kreismuseum Meißen.
Kanka hatte sein Atelier in Meißen im Gartenhaus der denkmalgeschützten Hornschen Villa am Plossenweg 4.
Bilder Kankas befinden sich u. a. im Bestand des Sächsischen Kunstfonds und im Museum Alte Lateinschule Großenhain.

## Werke (Auswahl)
- Die Malerin (Öl auf Hartfaser; 33,5 × 26,5 cm; Sächsischer Kunstfonds)[3]
- Meine Frau in Handschuhen (Öl auf Leinwand, 80 × 60 cm; Sächsischer Kunstfonds)[4]
- Freundinnen (Öl; um 1953)[5]
- Porträt Suse K. (Öl; um 1953)[5]
- Die neusten Zeitungsmeldungen (Öl; 1952/1953)[5]

- Ernte in der LPG Sönitz (Öl auf Pappe, 52,5, B. 76,2 cm, 1958; Museum Alte Lateinschule Großenhain)[6]